# Schwarzenthal (Haidmühle)
Schwarzenthal ist ein Gemeindeteil der Gemeinde Haidmühle im Landkreis Freyung-Grafenau im Bayerischen Wald. Der Weiler gehörte bis 1945 zur Gemeinde Philippsreut, dann bis zum 30. April 1978 zur Gemeinde Bischofsreut und liegt an der Glasstraße nahe der Grenze zum Böhmerwald.

## Geschichte

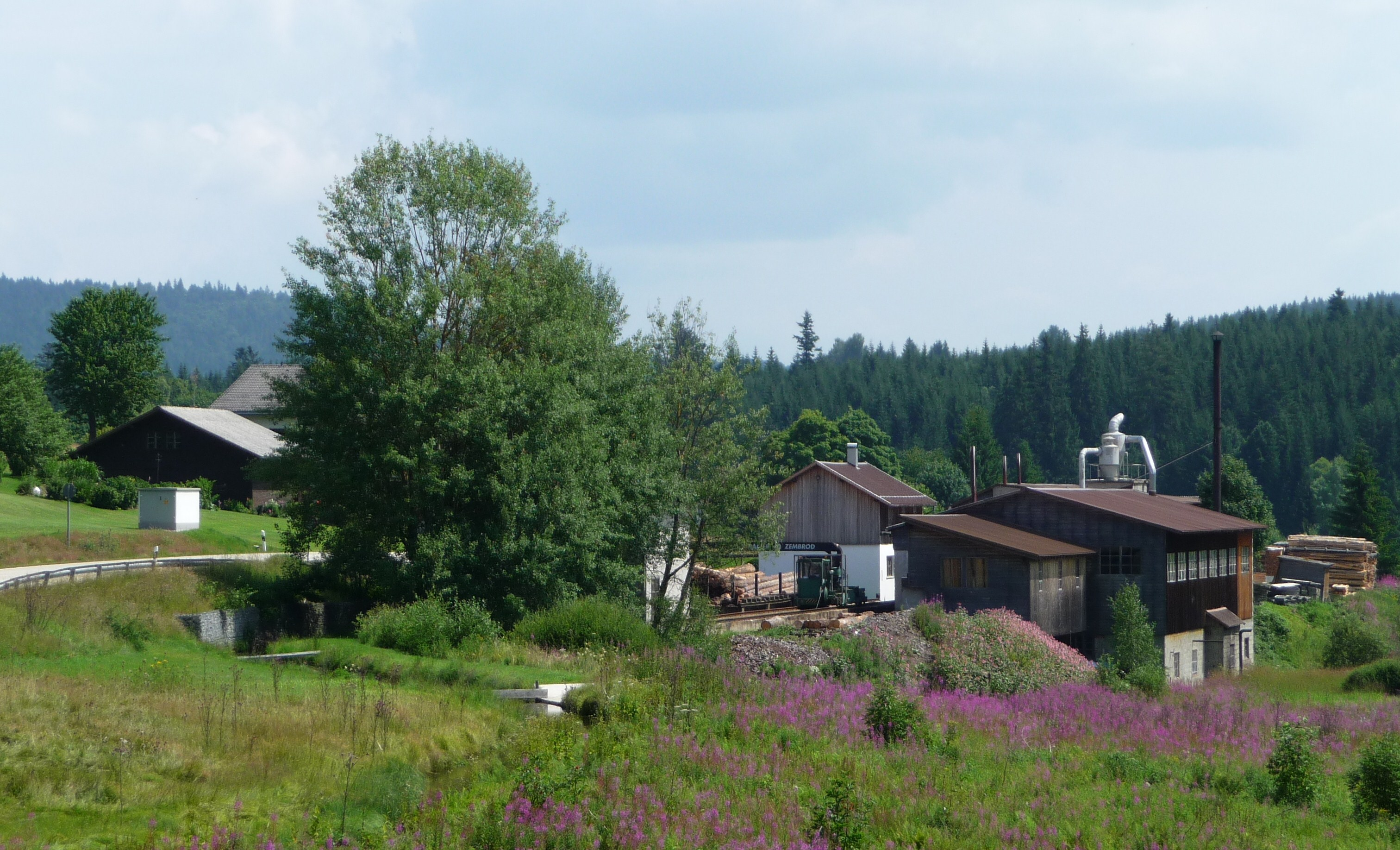
Der Ort Schwarzenthal mit dem Sägewerk

Die Geschichte des Ortes ist sehr eng mit der Herstellung von Glas und Spiegelglas verbunden.
Die großen Waldgebiete des durch die Säkularisation 1803 aufgelösten Fürstbistums Passau, das 1805 an Bayern fiel, wurden zu Staatswaldungen, die jedoch wegen ihrer Abgelegenheit wirtschaftlich kaum genutzt werden konnten. Im Jahre 1820 gründete Baron Hermann Ludwig von Stachelhausen im Forstrevier Schlichtenberg bei Philippsreut eine Spiegelglashütte. Den Namen „Schwarzenthal“ für die Siedlung wählte der Baron in Anlehnung an den dort Richtung Osten und dann Norden vorbeifließenden Schwarzbach, der den Weiler im Süden und Osten begrenzt. Das in Schwarzenthal hergestellte Spiegelglas wurde in den ebenfalls in Stachelhausens Besitz befindlichen Spiegelschleifen Traidendorf und Rohrbach, nördlich von Regensburg, zu Spiegeln weiterverarbeitet und über den Nürnberger Handel verkauft.
Hintergrund für die Investition des Barons war eine Knappheit an rohem Spiegelglas in Bayern, nachdem die Einfuhr aus Böhmen wegen enorm erhöhter Importzölle fast gänzlich zum Erliegen kam. Zudem war die Herstellung von Spiegel- und Fensterglas zu jener Zeit ein sehr lohnendes Geschäft, da Amerika seinen, durch die rege Siedlungstätigkeit stark gestiegenen Bedarf nicht selbst decken konnte. Seine Glasmacher holte sich Stachelhausen vorwiegend aus Böhmen, weil es in Bayern bis dahin so gut wie keine Fachleute auf dem Gebiet der Spiegelglasherstellung gab. Schwarzenthal gehörte zusammen mit Ludwigsthal bei Zwiesel (gegr. 1826) zu den ersten bedeutenden Spiegelfabriken in Bayern. Zudem war der Betrieb von enormer wirtschaftlicher Bedeutung für die Region. Im Jahre 1822 arbeiteten allein auf der Hütte 21 Männer, darunter 6 Glasmachermeister und 6 Glasmachergesellen (die Arbeiterinnen in der Verpackung sind hier nicht berücksichtigt). Dazu kamen ca. 30 Arbeiter für die Holzversorgung, so dass ungefähr 50 Familien ihr Auskommen hatten. Bis 1850 hatte sich der Personalstand allein auf den beiden Hütten annähernd verdoppelt.
Die Qualität der Schwarzenthaler Erzeugnisse muss sehr gut gewesen sein, da diese sich mit denen der besten Spiegelglaserzeuger Böhmens messen konnte, welche damals führend in der Herstellung von Spiegelglas waren (unter anderem sehr erfolgreiche Teilnahme an der Industrieausstellung in München). 1835 übernahm Stachelhausens Sohn Julius den Betrieb und führte ihn mit wechselndem Glück weiter. Er ließ um 1835 eine zweite Hütte bauen, die ebenso wie die erste nach einer bayerischen Königin, „Theresienhütte“ benannt wurde. Am 21. September 1851 brannte die „Carolinenhütte“, die ältere der beiden Hütten, ab. Sie konnte aber in kurzer Zeit neu errichtet werden. 
Da Stachelhausen in Schwarzenthal keine eigenen größeren Waldungen besaß, und der Staat ihm keinen Wald verkaufen wollte, war der Betrieb bei der Versorgung mit Holz auf die Staatsforstverwaltung angewiesen. Diese hatte in der Zwischenzeit durch die Triftbarmachung von Bächen weiter entfernt liegende Abnehmer für das Holz gewonnen, von denen sie höhere Preise verlangen konnte. Die enormen Preissteigerungen und die für immer kürzere Zeiträume ausgestellten Lieferverträge für Holz seitens der Staatlichen Forstverwaltung, führten letztendlich dazu, dass Stachelhausen den Betrieb 1857 an den Staat verkaufen musste. 1859 wurden die Glashütten geschlossen und die meisten Gebäude abgerissen. Die verbliebenen Häuser wurden danach von der Forstverwaltung selbst genutzt. Heute sind noch das „Herrenhaus“ und ein Glasmacher-Wohnhaus von der ursprünglichen Anlage erhalten. 1865 wurde ein Sägewerk errichtet.